# Saint-Caprais (Gers)
Saint-Caprais (gaskognisch Sent Cabrari) ist eine französische Gemeinde mit 146 Einwohnern (Stand 1. Januar 2022) im Département Gers in der Region Okzitanien; sie gehört zum Arrondissement Auch und zum Gemeindeverband Coteaux Arrats Gimone. Die Bewohner nennen sich Saint-Capraisiens/Saint-Capraisiennes.

## Geografie
Saint-Caprais liegt rund 17 Kilometer ostsüdöstlich der Stadt Auch im Südosten des Départements Gers südlich der N124. Die Gemeinde besteht aus dem Dorf Saint-Caprais, mehreren Häusergruppen sowie Einzelgehöften. Der Arrats bildet die westliche und die Gimone die östliche Gemeindegrenze.

## Geschichte
Im Mittelalter lag der Ort in der Grafschaft Astarac, die ein Teil der Provinz Gascogne war. Im Jahr 1947 spaltete sich Saint-Caprais von der Gemeinde Juilles ab und gehörte bis 2015 zum Wahlkreis (Kanton) Gimont.

## Bevölkerungsentwicklung
| Jahr                       | 1962 | 1968 | 1975 | 1982 | 1990 | 1999 | 2006 | 2020 |
| Einwohner                  | 145  | 119  | 104  | 106  | 101  | 102  | 112  | 143  |
| Quellen: Cassini und INSEE |      |      |      |      |      |      |      |      |

## Sehenswürdigkeiten
- Kirche Saint-Caprais
- Kapelle Saint-Roch
- Gedenkplatte für die Gefallenen[1]
- mehrere Wegkreuze und eine Madonnenstatue

Quelle:

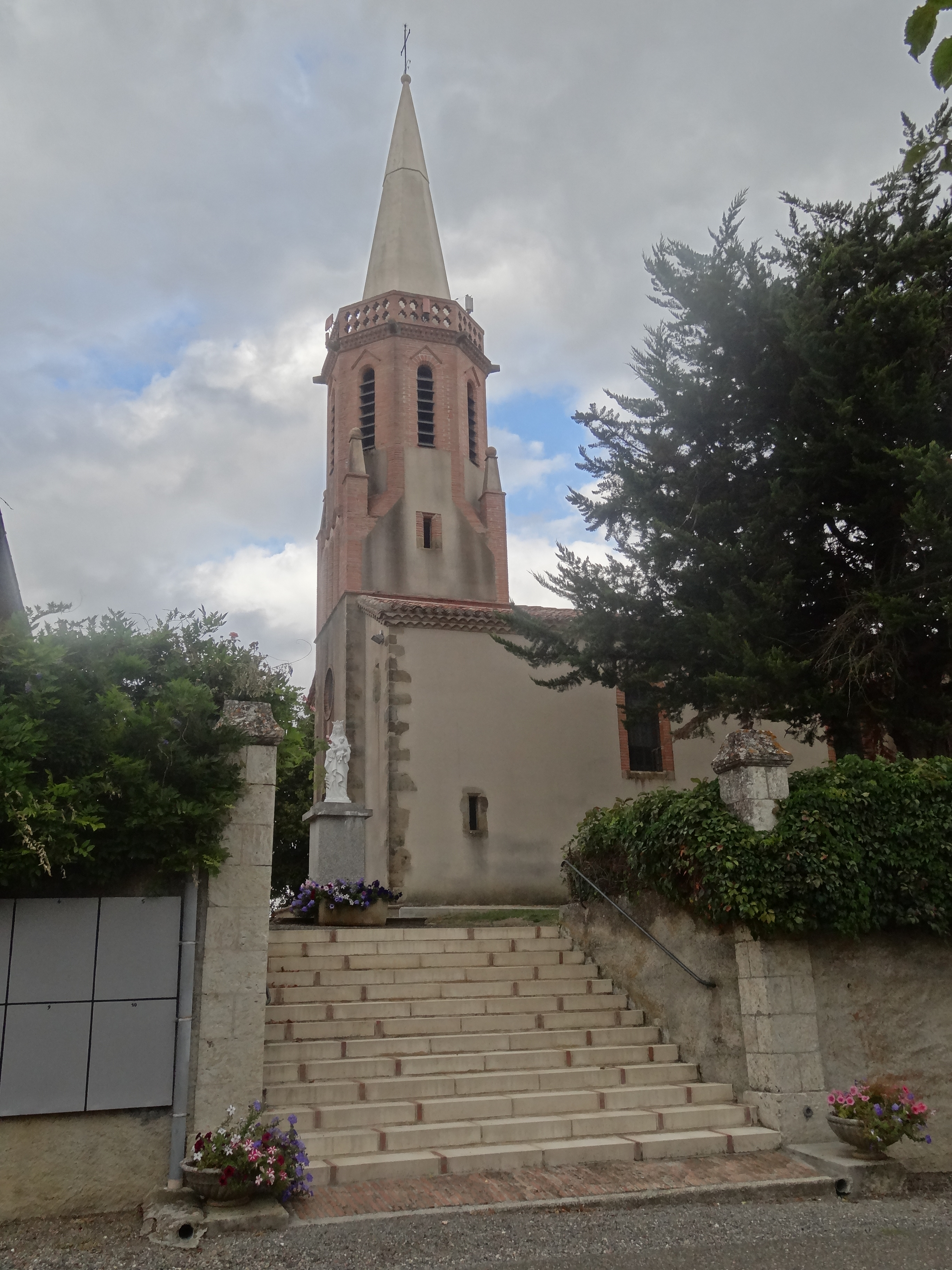
Kirche Saint-Caprais
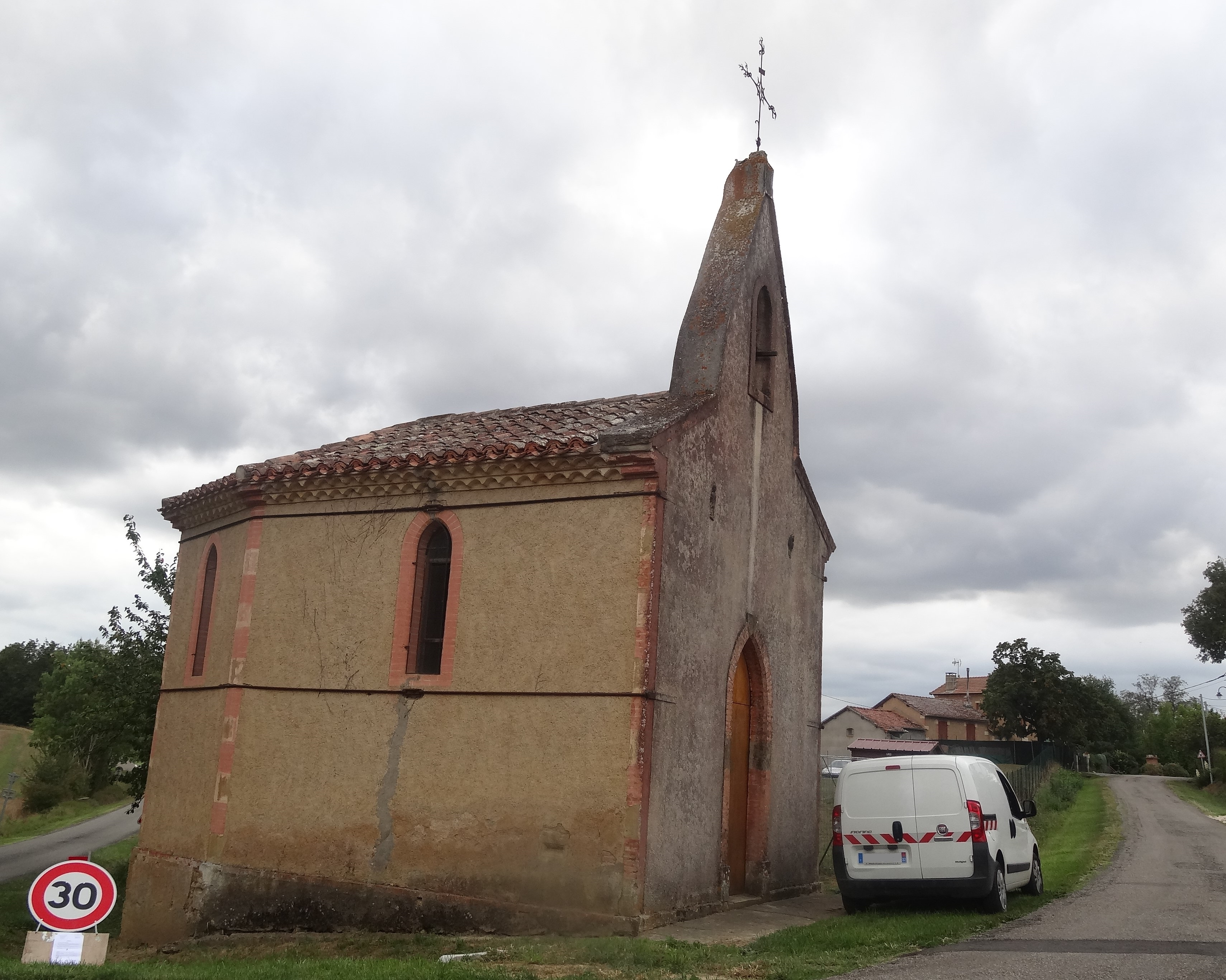
Kapelle Saint-Roch